# Feniks Szczecin
Feniks Szczecin – szczeciński klub kajak-polo, który powstał w 2021 roku jako odłam klubu UKS Olimpijczyk Kliniska, klubu kajak-polo wywodzącego się spod szczecińskich Klinisk.

## Sukcesy
- Międzynarodowy Puchar Polski 2024[1]
- Puchar Polski 2021[2]
- Międzynarodowy Puchar Polski U-14[3]
- Mistrz Polski Juniorów Młodszych 2021